# ARoS Aarhus Kunstmuseum

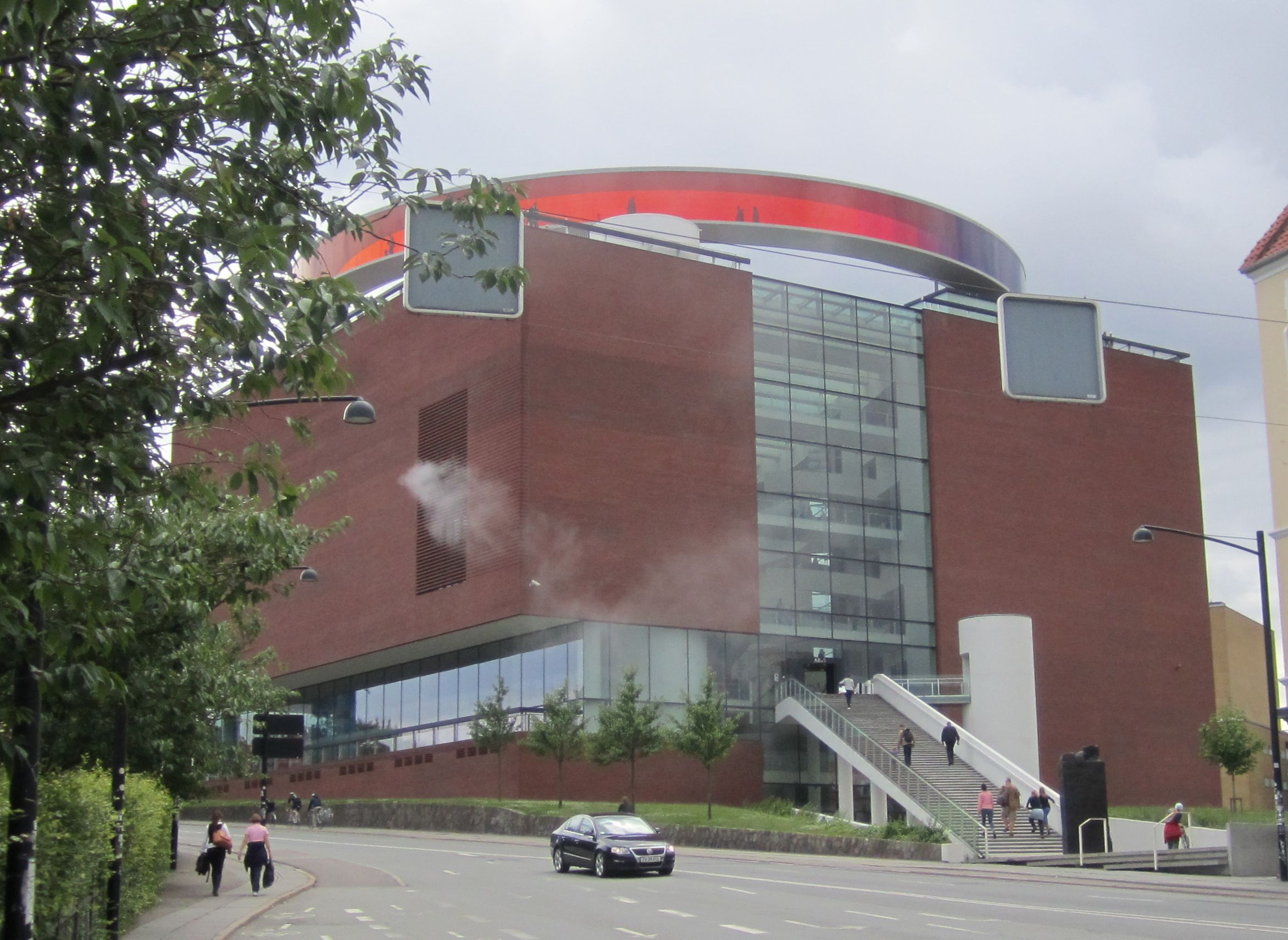
ARoS Aarhus Kunstmuseum

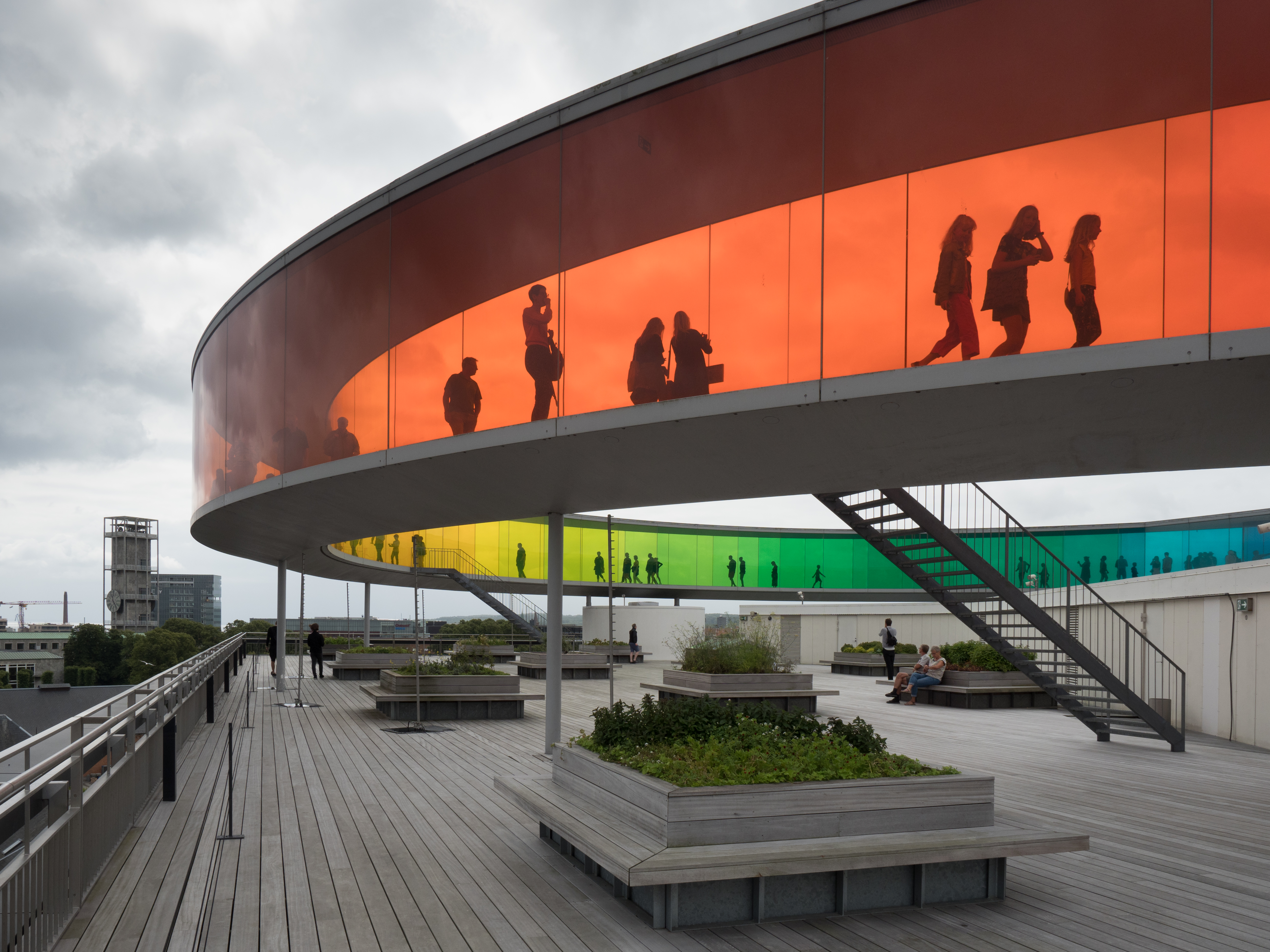
Rundlauf auf dem Dach des Museums

Das ARoS Aarhus Kunstmuseum ist ein vom lokalen Architekturbüro Schmidt, Hammer & Lassen entworfenes Kunstmuseum in der dänischen Stadt Aarhus mit einem Schwerpunkt auf Gegenwartskunst. Es ist eines der größten Kunstmuseen Nordeuropas. Durch seine Dachinstallation ist es ein markanter Blickfang für die Stadt. Der Name leitet sich ab von Aros, dem alten Namen der Stadt, woraus durch Großschreibung eine Assoziation zum altlateinischen Wort Ars, Kunst erzeugt wird.
ARoS ist das erste dänische Kunstmuseum, das außerhalb Kopenhagens eröffnet wurde. Seit seiner Gründung im Jahre 1859 ist es mehrmals innerhalb der Stadt umgezogen.

## Geschichte
1847 fand sich in der dänischen Stadt Aarhus eine Gemeinschaft kunstinteressierter Bürger zusammen, die im Jahre 1859 das Aarhus Kunstmuseum gründete. Das Museum war zunächst in einem Loft des gerade neu erbauten Aarhuser Rathaus am Domkirkepladsen untergebracht. Heute befindet sich an dieser Stelle das Kvindemuseet (Frauenmuseum).
Erst 1877 bezog das Kunstmuseum eigene Räumlichkeiten, die der Architekt W. Th. Walther entworfen hatte. 1891 wurde das Gebäude nach Plänen von Vilhelm Dahlerup um zwei Seitenpavillons erweitert. 1967 erfolgte der nächste Umzug in den Vennelystparken. Das neue Domizil war nach Entwürfen des Architekten C. F. Møller entstanden, der auch für Bauten der Universität Aarhus verantwortlich war.
Schon bald genügte auch das neue Gebäude nicht mehr den Vorstellungen und den ambitionierten Plänen der Museumsverantwortlichen. Zum 125. Jubiläum des Kunstmuseums im Jahr 1984 stellte der Stadtrat von Aarhus Unterstützung für einen Neubau in Aussicht, finanziell und auch materiell in Form des Geländes neben dem Konzertgebäude Musikhuset Aarhus am Puls der Stadt. Weitere Unterstützung fand das Projekt bei Mitgliedern der königlichen Familie, insbesondere Königin Margrethe II., Prinz Henrik und Kronprinz Frederik, sowie in Form einer Schenkung der Carlsberg-Stiftung. Beim Architekturwettbewerb um den Entwurf des Neubaus waren 110 Teilnehmer aus der ganzen Welt vertreten. Die Entscheidung fiel zugunsten der ortsansässigen Architekten Schmidt, Hammer & Lassen aus, die das neue Gebäude 2003 fertigstellten.
Die offizielle Eröffnung fand am 7. April 2004 in Anwesenheit der Schirmherrin Margrethe II. statt. Um der Veränderung Ausdruck zu geben, dass sich das Museum von einer kleinen Provinzeinrichtung zu einer Institution mit internationalen Ambitionen gewandelt hat, bekam das Aarhus Kunstmuseum den Namen ARoS vorangestellt.

## Das Gebäude

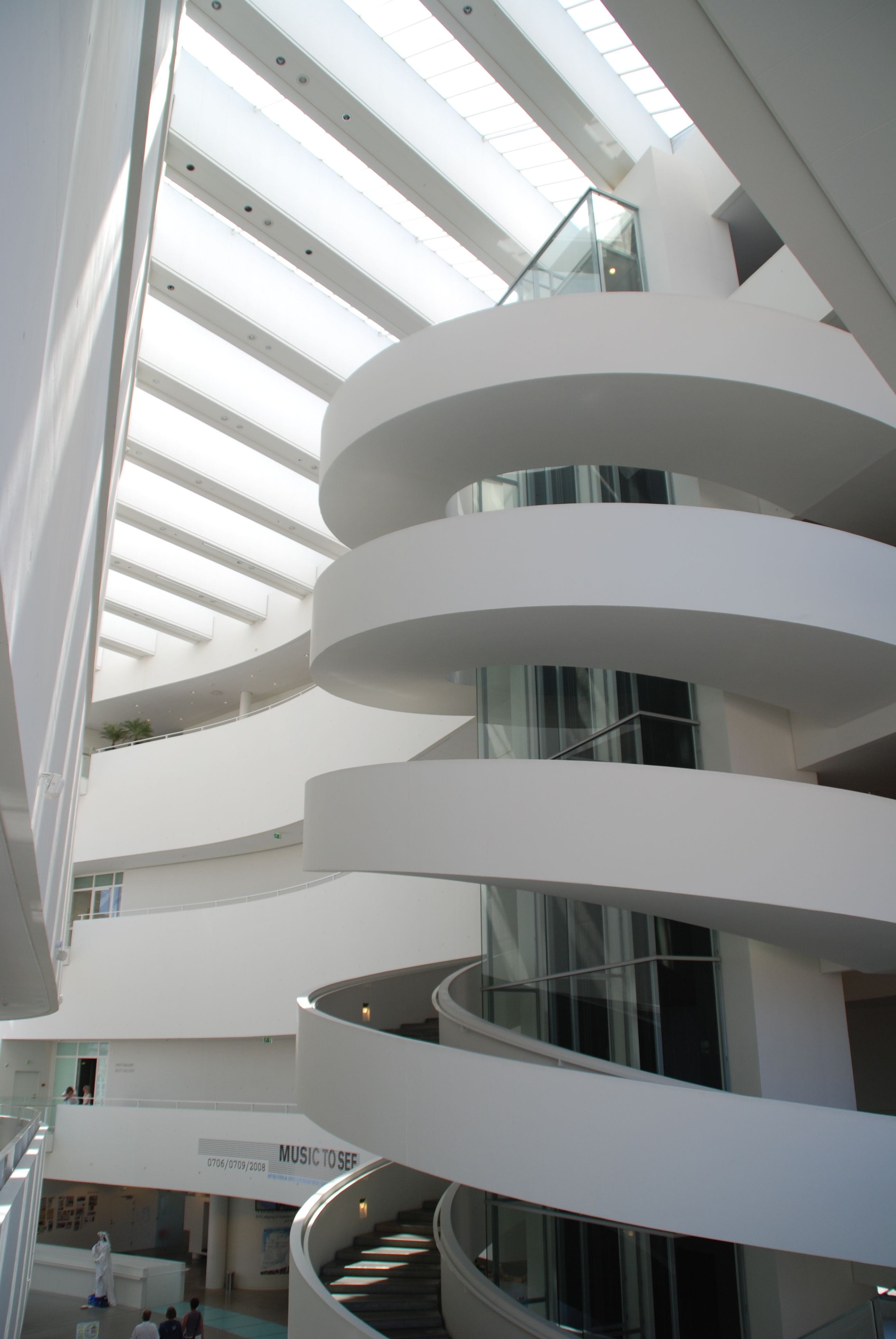
Treppenturm

Die ausführenden Architekten Schmidt, Hammer & Lassen aus Aarhus gewannen einen weltweiten Wettbewerb mit hundertzehn Teilnehmern.
Der  würfelförmige Bau mit einer Grundfläche von 52 mal 52 Metern sowie einer Höhe von 43 Metern beinhaltet eine Gesamtfläche von 17.700 Quadratmetern, die über neun Etagen verteilt sind. Diese sind über einen spiralförmigen Treppenturm oder über den verglasten Aufzug erreichbar.
Neben Ausstellungsflächen befinden sich unter anderem auch ein Auditorium, eine Bibliothek, ein Café und ein Restaurant in dem Gebäude.
Auf der Dachterrasse befindet sich das weithin sichtbare und begehbare Your rainbow panorama von Olafur Eliasson.

## Die Kunst
Zu den Sammlungen des Museums gehören 1100 Gemälde, 400 Skulpturen und Installationen, 200 Videos sowie über 7000 Zeichnungen, Fotografien und Grafiken.
Zur Dauerausstellung gehören die Themenbereiche Goldenes Zeitalter und Modernismus dänischer Künstler für den Zeitraum 1770 bis 1930 und internationale Gegenwartskunst ab 1980.
Unter den Ausstellungsobjekten befinden sich unter anderem charakteristische Werke von Vilhelm Hammershøi, sowie Werke von Svend Wiig Hansen, Carsten Höller, Robert Jacobsen, Per Kirkeby, Arthur Køpcke, Peder Severin Krøyer und Bill Viola. Bekannt ist auch die fünf Meter hohe Kolossalplastik Boy von Ron Mueck.
Ein als Experimentierzone integriertes Junior-Museum soll besonders Kindern die Kunst nahebringen und – im Wortsinne – begreifbar machen.